# Sonia Ghorbel
Sonia Ghorbel est une judokate tunisienne.

## Biographie
Elle est médaillée d'or toutes catégories et médaillée de bronze en plus de 72 kg aux championnats d'Afrique 1996 en Afrique du Sud. Elle remporte l'argent en toutes catégories et le bronze en plus de 72 kg aux championnats d'Afrique 1997 à Casablanca.
Elle est ensuite médaillée de bronze en plus de 78 kg aux championnats d'Afrique 1998 à Dakar.